# Cangrejo (náutica)
En náutica, el Cangrejo (Pico) es la verga que en uno de sus extremos tiene una boca semicircular o de cangrejo con la cual ajusta a su palo o mástil. Este palo puede ser el de mesana en buque de tres palos o el mayor y a veces también el de trinquete en buque de dos palos, siendo para este último llamado pico. El cangrejo puede correr por este palo, verticalmente y girar a su alrededor movido mediante las drizas y cabos que lo sujetan y manejan. (fr. Vergue à corne; ing. Gaff; it. Antenna di pico). 
El cangrejo lleva una driza en la misma boca, y otra hacia el extremo opuesto; y orientada la vela cangreja que se enverga en él, queda en situación inclinada al horizonte y a la dirección de la quilla. 

## Partes de un Cangrejo
- Boca de cangrejo: Abertura o hendedura semicircular que se hace en el extremo del cangrejo formada con otras piezas que se le unen a los lados.
- Pico: es la pena de un cangrejo.

## Descripción
Se llama también pico y sirve para largar en él una vela trapezoidal de cuchillo.
Los cangrejos se disponen de forma que puedan izarse y arriarse fácilmente, o bien dejarlos fijos. En el primer caso se guarnen para su manejo con una driza de boca, una driza de pico y dos ostas. 
Los cangrejos o picos dispuestos para ir fijos siempre a la misma altura del mástil, llevan en el extremo de unión un zuncho de hierro del que sale un pinzote, giratorio en sentido vertical. El pinzote entra en una prolongación que hay hacia popa en el zuncho del cuello del palo. De este modo se consigue que el pico quede perfectamente unido al palo, pudiendo girar fácilmente en sentido vertical y hacia una y otra banda.
El cangrejo toma la denominación del palo al que va sujeto. El cangrejo de capa, empleado para asegurar en él una cangreja chica y reforzada, es de menor dimensión que los ordinarios.  